# Hualong-1
Pour les articles homonymes, voir HPR.
Le Hualong-1, ou Hualong-one, aussi connu sous la dénomination HPR-1000, est un réacteur nucléaire chinois de type réacteur à eau pressurisée (REP) d'environ 1 100 MWe. Il est développé par la China General Nuclear Power Corporation (CGNPC) et par la China National Nuclear Corporation (CNNC).
Le premier réacteur Hualong-1 à entrer en exploitation commerciale est Fuqing-5 en Chine le 30 janvier 2021. 
Depuis août 2025, 7 Hualong-one sont opérationnels, 17 sont en construction et 21 sont en projet.

## Historique

### Contexte
Le programme nucléaire civil chinois a principalement consisté dans les années 1990 et surtout 2000, au développement d'un parc de réacteurs nucléaires de deuxième génération. Ce parc de 37 réacteurs est construit par deux entreprises chinoises, CNNC et CGNPC, principalement à partir de réacteurs étrangers :
- Treize REP de conception chinoise : les CNP-300, CNP-600 et CNP-1000 ;

- Deux réacteurs à eau lourde pressurisée CANDU-600 canadiens ;
- Quatre REP de modèle M310 français, copiés des réacteurs no 5 et 6 de la centrale nucléaire de Gravelines (appartenant au palier CP1)[1] ;
- Dix-huit réacteurs CPR-1000, dérivés des réacteurs M310 français[2].

Le parc de réacteurs de troisième génération devait être construit à partir des années 2010 sur la base de réacteurs américains AP1000, développés par Westinghouse. En parallèle, les entreprises chinoises développent leur propre réacteur de troisième génération avec :
- l'ACPR-1000+ pour CGNPC, réacteur dérivé de l'ACPR-1000, lui même dérivé du CPR1000 ;
- l’ACP-1000 pour CNNC, réacteur dérivé du CNP-1000.

### Développement du Hualong-1
L'accident de la centrale de Fukushima Daiishi en mars 2011, entraine le même mois la suspension par le gouvernement chinois de toute nouvelle autorisation de construction. En octobre 2012, le développement de l’énergie d'origine nucléaire en Chine est confirmé, mais seules les constructions de réacteurs de troisième génération seront autorisés. Cette décision, ainsi que les difficultés rencontrées par l’AP1000 vont conduire la CGNPC et la CNNC à accélérer leurs programmes ACPR1000+ et l’ACP1000. Fin 2011, sous la pression de l’Agence nationale de l’énergie chinoise (NEA), CGNPC et CNNC font converger leurs développements respectifs vers un modèle commun,. Le nom initial était ACC-1000,,, avant d'être finalement renommé Hualong-1 (ou HPR-1000),.

Début 2014, il est annoncé que le projet passe de la conception préliminaire à la conception détaillée. En août 2014, le comité d'examen de l'autorité de sûreté nucléaire chinoise (NNEA) classe le réacteur dans la catégorie des réacteurs nucléaires de 3e génération, avec des droits de propriété intellectuelle détenus de manière indépendante des licences étrangères,,.

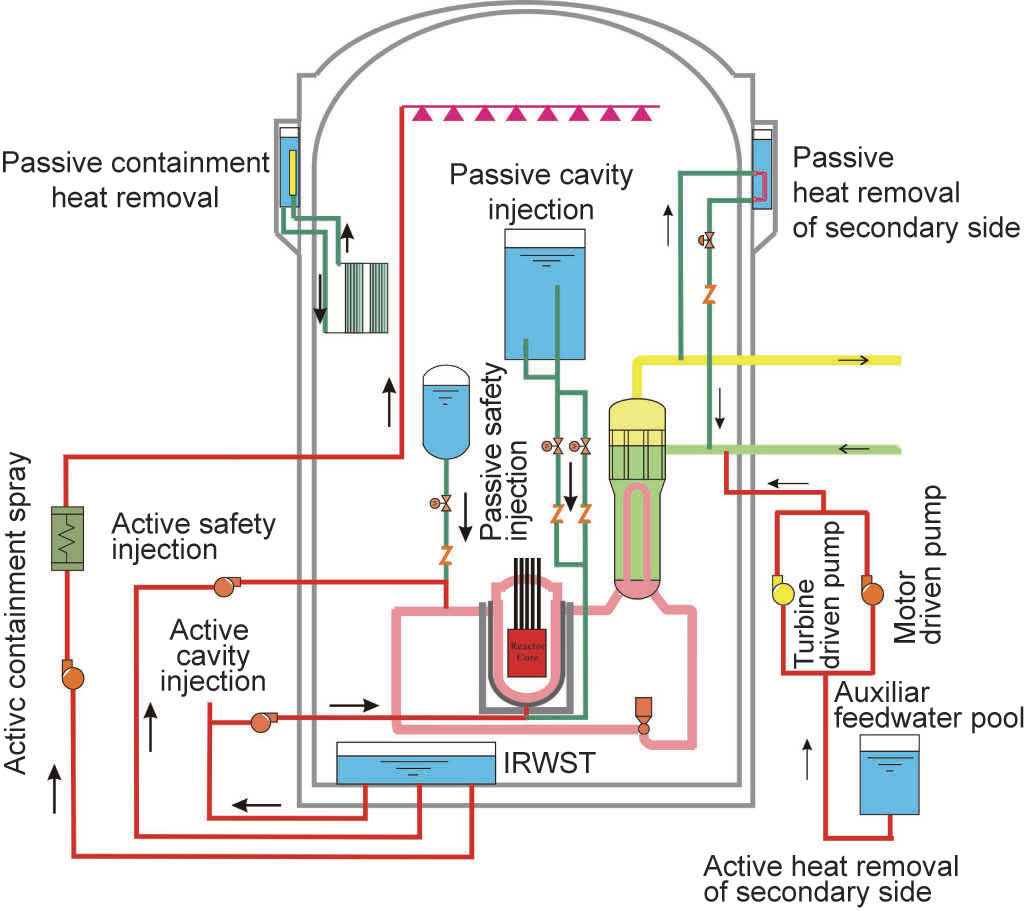
Systèmes de refroidissement actif et passif du HPR1000 (Hualong-1)
Lignes rouges - Systèmes actifs
Lignes vertes - Systèmes passifs
IRWST (In containment refueling water system tank) − Piscine du système RIS (circuit d'injection de sécurité).

### Caractéristiques
La puissance électrique brute en sortie d'alternateur est de 1 170 MWe, soit une puissance nette de 1 090 MWe délivrés sur le réseau. La puissance thermique est d'environ 3 180 MWth. La durée de vie minimale à la conception d'un Hualong-1 est de soixante ans. 
Sur le plan de la sûreté nucléaire, le réacteur utilise une combinaison de systèmes de protection actif et passif, et son enceinte de confinement est à double paroi.

## Projets de réacteurs Hualong-1 dans le monde
En décembre 2015, la China General Nuclear Power Corporation (CGNPC) et la China National Nuclear Corporation (CNNC) créent la coentreprise Hualong International Nuclear Technology Technology Co. afin de promouvoir le Hualong-1 sur les marchés étrangers. Cette co-entreprise est officiellement lancée en mars 2016.

### Argentine
La construction d’un réacteur Hualong-1 en Argentine est annoncée le 2 février 2022 par la CNNC et le gouvernement argentin, pour un montant de 8 milliards de dollars. Il s'agirait du réacteur no 3 de la centrale nucléaire d'Atucha. Les travaux devaient commencer fin 2022 ou début 2023, mais depuis le projet semble au point mort,,.

### Chine
La Chine est le premier marché du réacteur Hualong-1 qui concentre tous les projets de ce réacteur, à l'exception des trois unités pakistanaises. Les constructions des premières unités commencent avec les réacteurs no 5 et 6 de la centrale nucléaire de Fuqing (modèle de CNNC), ainsi que les réacteurs no 3 et 4 de la centrale nucléaire de Fangchenggang (modèle CGNPC).

### Pakistan
Cinq réacteurs Hualong-1 sont prévus au Pakistan : quatre à la centrale nucléaire de Kanupp et un à la centrale nucléaire de Chashma,. 
Les deux premiers réacteurs Hualong-1 de la centrale nucléaire de Kanupp sont opérationnels depuis le 18 mars 2021 pour KANUPP-2, et depuis le 4 mars 2022 pour KANUPP-3. La construction d'un troisième réacteur Hualong-1 à la centrale nucléaire de Chashma (CHASHMA-5) débute le 30 décembre 2024,.

### Royaume Uni
Le 19 janvier 2017, à la demande du gouvernement britannique, le GNS (coentreprise entre CGNPC et EDF) lance auprès de l'Office for Nuclear Regulation (ONR) (l'agence de réglementation nucléaire britannique) le processus d'évaluation de la conception générique du Hualong-1, en prévision d’un déploiement possible sur le site de la centrale nucléaire de Bradwell,. Le 16 novembre 2017, l'ONR et l'Agence pour l'environnement (en) annoncent passer à la prochaine phase de leur évaluation de conception générique du réacteur britannique HPR-1000. L’étape no 2 commence officiellement le même jour et doit durer environ 12 mois. L’échéancier visé par le processus britannique est d’environ cinq ans à compter du début de la première étape.
En février 2022, la conception du réacteur, dénommé UKHPR1000, est validée par l'ONR. L'objectif principal de CGNPC est atteint : avec l'aide du partenaire EDF, « certifier pour la première fois à l'international son modèle de réacteur Hualong, via l'autorité de sûreté britannique ».
Fin 2022, le projet est annulé à la suite de l'exclusion du partenaire chinois CGNPC par le nouveau premier ministre britannique Rishi Sunak.

## Liste des réacteurs Hualong-1 dans le monde

### Définitions (glossaire de la base de données PRIS de l'AIEA)
Les caractéristiques des réacteurs sont données dans les tableaux ci-après ; les données sont principalement issues de la base de données PRIS (Power Reactor Information System) de l’Agence international de l'énergie atomique (AIEA) qui définit ainsi les termes :
- la puissance nette correspond à la puissance électrique délivrée sur le réseau et sert d'indicateur en termes de puissance installée ;
- la puissance brute correspond à la puissance délivrée par l'alternateur (soit la puissance nette augmentée de la consommation interne de la centrale) ;
- la puissance thermique correspond, à la puissance délivrée par la chaudière nucléaire.

Le début de construction correspond à la date de coulage des fondations du bâtiment réacteur. Une tranche (nom utilisé pour un réacteur complet) est considérée comme opérationnelle après son premier couplage au réseau électrique. La mise en service commerciale est le transfert contractuel de l’installation du constructeur vers le propriétaire ; intervenant en principe après réalisation des tests réglementaires et contractuels, et après fonctionnement continu à 100 % pendant une durée définie au contrat de construction.
| Pays     | Centrale      | Unité | Statut          | Constructeur           | Puissance   | Puissance   | Puissance        | Début de construction | Raccordement au réseau | Mise en service commercial |
| Pays     | Centrale      | Unité | Statut          | Constructeur           | Nette [MWe] | Brute [MWe] | Thermique [MWth] | Début de construction | Raccordement au réseau | Mise en service commercial |
| -------- | ------------- | ----- | --------------- | ---------------------- | ----------- | ----------- | ---------------- | --------------------- | ---------------------- | -------------------------- |
| Chine    | Changjiang    | 3     | En construction | CNNC                   | 1 000       | 1 197       | 3 190            | 31 mars 2021          |                        |                            |
| Chine    | Changjiang    | 4     | En construction | CNNC                   | 1 000       | 1 200       | 3 190            | 28 décembre 2021      |                        |                            |
| Chine    | Fangchenggang | 3     | Opérationnel    | CGNPC                  | 1 000       | 1 180       | 3 150            | 24 décembre 2015      | 10 janvier 2023        | 25 mars 2023               |
| Chine    | Fangchenggang | 4     | Opérationnel    | CGNPC                  | 1 000       | 1 180       | 3 150            | 23 décembre 2016      | 9 avril 2024           | 25 mai 2024                |
| Chine    | Fangchenggang | 5     | En projet       | CGNPC                  | ~1 100      | ~1 200      | ~3 180           |                       |                        |                            |
| Chine    | Fangchenggang | 6     | En projet       | CGNPC                  | ~1 100      | ~1 200      | ~3 180           |                       |                        |                            |
| Chine    | Fuqing        | 5     | Opérationnel    | CNNC                   | 1 075       | 1 161       | 3 050            | 7 mai 2015            | 27 novembre 2020       | 30 janvier 2021            |
| Chine    | Fuqing        | 6     | Opérationnel    | CNNC                   | 1 075       | 1 161       | 3 050            | 22 décembre 2015      | 1er janvier 2022       | 25 mars 2022               |
| Chine    | Jinqimen      | 1     | En construction | CNNC                   | 1 120       | 1 200       | 3 180            | 10 août 2025          |                        |                            |
| Chine    | Jinqimen      | 2     | En projet       | CNNC                   | ~1 120      | ~1 200      | ~3 180           |                       |                        |                            |
| Chine    | Lufeng        | 5     | En construction | CGNPC                  | 1 116       | 1 200       | 3 180            | 8 septembre 2022      |                        |                            |
| Chine    | Lufeng        | 6     | En construction | CGNPC                  | 1 116       | 1 200       | 3 180            | 26 août 2023          |                        |                            |
| Chine    | Ningde        | 5     | En construction | CGNPC                  | 1 116       | 1 200       | 3 180            | 28 juillet 2024       |                        |                            |
| Chine    | Ningde        | 6     | En projet       | CGNPC                  | ~1 116      | ~1 200      | ~3 180           |                       |                        |                            |
| Chine    | Sanaocun      | 1     | En construction | CGNPC                  | 1 117       | 1 210       | 3 180            | 31 décembre 2020      |                        |                            |
| Chine    | Sanaocun      | 2     | En construction | CGNPC                  | 1 117       | 1 210       | 3 180            | 31 décembre 2021      |                        |                            |
| Chine    | Sanaocun      | 3     | En projet       | CGNPC                  | ~1 117      | ~1 210      | ~3 180           |                       |                        |                            |
| Chine    | Sanaocun      | 4     | En projet       | CGNPC                  | ~1 117      | ~1 210      | ~3 180           |                       |                        |                            |
| Chine    | Sanmen        | 5     | En projet       | CNNC                   | ~1 100      | ~1 200      | ~3 180           |                       |                        |                            |
| Chine    | Sanmen        | 6     | En projet       | CNNC                   | ~1 100      | ~1 200      | ~3 180           |                       |                        |                            |
| Chine    | Shidaowan     | 1     | En construction | CHG                    | 1 116       | 1 200       | 3 180            | 28 juillet 2024       |                        | ~2029                      |
| Chine    | Shidaowan     | 2     | En construction | CHG                    | ~1 116      | ~1 200      | ~3 180           | 8 mai 2025            |                        |                            |
| Chine    | Shidaowan     | 3     | En projet       | CHG                    | ~1 116      | ~1 200      | ~3 180           |                       |                        |                            |
| Chine    | Shidaowan     | 4     | En projet       | CHG                    | ~1 116      | ~1 200      | ~3 180           |                       |                        |                            |
| Chine    | Taipingling   | 1     | En construction | CGNPC                  | 1 116       | 1 202       | 3 190            | 26 décembre 2019      |                        | ~2025                      |
| Chine    | Taipingling   | 2     | En construction | CGNPC                  | 1 126       | 1 202       | 3 190            | 15 octobre 2020       |                        | ~2026                      |
| Chine    | Taipingling   | 3     | En construction | CGNPC                  | 1 116       | 1 202       | 3 190            | 10 juin 2025          |                        |                            |
| Chine    | Taipingling   | 4     | En projet       | CGNPC                  | ~1 126      | ~1 202      | ~3 190           |                       |                        |                            |
| Chine    | Taishan       | 3     | En projet       | CGNPC                  | ~1 100      | ~1 200      | ~3 180           |                       |                        |                            |
| Chine    | Taishan       | 4     | En projet       | CGNPC                  | ~1 100      | ~1 200      | ~3 180           |                       |                        |                            |
| Chine    | Xiapu         | 3     | En projet       | CNNC/HPI               | ~1 100      | ~1 200      | ~3 180           |                       |                        |                            |
| Chine    | Xiapu         | 4     | En projet       | CNNC/HPI               | ~1 100      | ~1 200      | ~3 180           |                       |                        |                            |
| Chine    | Xuwei         | 1     | En projet       | CNNC                   | ~1 100      | ~1 200      | ~3 180           |                       |                        |                            |
| Chine    | Xuwei         | 2     | En projet       | CNNC                   | ~1 100      | ~1 200      | ~3 180           |                       |                        |                            |
| Chine    | Zhangzhou     | 1     | Opérationnel    | CNNC                   | 1 126       | 1 212       | 3 180            | 16 octobre 2019       | 28 novembre 2024       | 1er janvier 2025           |
| Chine    | Zhangzhou     | 2     | En construction | CNNC                   | 1 126       | 1 212       | 3 180            | 4 septembre 2020      |                        | ~2025                      |
| Chine    | Zhangzhou     | 3     | En construction | CNNC                   | 1 129       | 1 214       | 3 180            | 22 février 2024       |                        |                            |
| Chine    | Zhangzhou     | 4     | En construction | CNNC                   | 1 129       | 1 214       | 3 180            | 27 septembre 2024     |                        |                            |
| Chine    | Zhangzhou     | 5     | En projet       | CNNC                   | ~1 129      | ~1 214      | ~3 180           |                       |                        |                            |
| Chine    | Zhangzhou     | 6     | En projet       | CNNC                   | ~1 129      | ~1 214      | ~3 180           |                       |                        |                            |
| Chine    | Zhaoyuan      | 1     | En projet       | CGNPC                  | ~1 100      | ~1 200      | ~3 180           |                       |                        |                            |
| Chine    | Zhaoyuan      | 2     | En projet       | CGNPC                  | ~1 100      | ~1 200      | ~3 180           |                       |                        |                            |
| Pakistan | Chashma       | 5     | En construction | CNNC                   | 1 117       | 1 200       | 3 180            | 30 décembre 2024      |                        |                            |
| Pakistan | Kanupp        | 2     | Opérationnel    | CNNC (modèle ACP-1000) | 1 017       | 1 100       | 3 060            | 20 août 2015          | 18 mars 2021           | 21 mai 2021                |
| Pakistan | Kanupp        | 3     | Opérationnel    | CNNC (modèle ACP-1000) | 1 017       | 1 100       | 3 060            | 31 mai 2016           | 4 mars 2022            | 18 avril 2022              |

## Projet de réacteur Hualong-1 abandonné
| Pays        | Centrale | Unité | Statut | Constructeur | Puissance   | Puissance   | Puissance        | Date d'abandon |
| Pays        | Centrale | Unité | Statut | Constructeur | Nette (MWe) | Brute (MWe) | Thermique (MWth) | Date d'abandon |
| ----------- | -------- | ----- | ------ | ------------ | ----------- | ----------- | ---------------- | -------------- |
| Royaume-Uni | Bradwell | 1     | Annulé | CGNPC        | ~1 100      | ~1 200      | ~3 100           | Fin 2022       |
| Royaume-Uni | Bradwell | 2     | Annulé | CGNPC        | ~1 100      | ~1 200      | ~3 100           | Fin 2022       |

## Comparaison avec les réacteurs concurrents de génération III+
|                                 | AP1000,                                             | VVER-1200,                                                           | VVER-TOI                                                             | APR1400,                                                   | EPR / EPR2                                                           |
| ------------------------------- | --------------------------------------------------- | -------------------------------------------------------------------- | -------------------------------------------------------------------- | ---------------------------------------------------------- | -------------------------------------------------------------------- |
| Société                         | Westinghouse                                        | Atomenergoprom                                                       | Atomenergoprom                                                       | KEPCO                                                      | Edvance (EDF/Framatome)                                              |
| Pays                            | Etats-Unis                                          | Russie                                                               | Russie                                                               | Corée du Sud                                               | france                                                               |
| Type de réacteur                | REP (ou PWR)                                        | REP (ou PWR)                                                         | REP (ou PWR)                                                         | REP (ou PWR)                                               | REP (ou PWR)                                                         |
| Durée de vie de conception      | 60 ans                                              | 60 ans                                                               | 60 à 80 ans                                                          | 60 ans                                                     | 60 ans                                                               |
| Puissance thermique             | 3 400 MWth                                          | 3 200 MWth                                                           | 3 300 MWth                                                           | 4 000 MWth                                                 | 4 590 MWth                                                           |
| Puissance électrique nette      | 1 160 MWe                                           | 1 100 MWe                                                            | 1 175 MWe                                                            | 1 400 MWe                                                  | 1 670 MWe                                                            |
| Gestion fusion du cœur (corium) | Rétention du corium en cuve, refroidissement passif | Récupérateur de corium sous la cuve, refroidissement passif et actif | Récupérateur de corium sous la cuve, refroidissement passif et actif | Récupération du corium sous la cuve, refroidissement actif | Récupérateur de corium sous la cuve, refroidissement actif et passif |
| Durée du cycle                  | 18 mois                                             | 12-18 mois                                                           | 12-18 mois                                                           | 18 mois                                                    | 18 mois                                                              |